# Comaroma mendocino
Comaroma mendocino är en spindelart som först beskrevs av Levi 1957.  Comaroma mendocino ingår i släktet Comaroma och familjen Anapidae. Inga underarter finns listade i Catalogue of Life.